# Dàctil (poesia)

El dàctil és com un dit, compost per una síl·laba llarga seguida de dues breus.

El dàctil (del llatí dactylus, i aquest del grec clàssic δάκτυλος, dáktylos, «dit») En mètrica grecollatina, és un peu compost per una síl·laba llarga seguida de dues breus. El nom procedeix de l'analogia entre les tres falanges del dit amb les tres síl·labes del peu. Possiblement el seu origen és prehel·lènic. El dàctil es va emprar en l'epopeia i en la poesia religiosa (per exemple als oracles). A la literatura catalana, també s'anomena dàctil al peu rítmic accentual que, a diferència del clàssic original, no es basa en la quantitat, sinó en la intensitat: es forma combinant una síl·laba forta i dues febles. S'ha utilitzat en poesia d'Espanya i Hispanoamèrica en diferents tipus de versos, com decasíl·labs, hexadecasíl·labs, heptadecasíl·labs i bidecasíl·labs.